# Nova Olinda do Maranhão
Nova Olinda do Maranhão is een gemeente in de Braziliaanse deelstaat Maranhão. De gemeente telt 17.835 inwoners (schatting 2009).